# エニイ・タイム・アット・オール
「エニイ・タイム・アット・オール」（Any Time at All）は、ビートルズの楽曲である。1964年に発表された3作目のイギリス盤公式オリジナル・アルバム『ハード・デイズ・ナイト』のB面1曲目に収録された。レノン＝マッカートニー名義となっているが、主にジョン・レノンによって書かれた楽曲で、ミドルエイトのみポール・マッカートニーによって書かれた。

## 構成
「エニイ・タイム・アット・オール」は、当時ビートルズの楽曲の多くで見られる「ティーンエイジャーの恋愛」をテーマとした楽曲で、リンゴ・スターによるスネアドラムのスラップが2発入ったあと、レノンのボーカルに続く。
1980年のインタビューで、レノンは本作について「『イット・ウォント・ビー・ロング』と似た感じの曲。CからAマイナーをシャウトしてる」と語っている。
1988年4月8日にロンドンで開催されたサザビーズのオークションにおいて、レノンによる本作の手書きの歌詞が6,000ポンドで身元不明の一般人によって落札された。

## レコーディング
本作のレコーディングは、1964年6月2日にEMIレコーディング・スタジオで行われた。スタジオに持ち込まれた当時は歌詞が未完成で、この時にマッカートニーによってミドルエイトの歌詞が提案された。
サビにおいてタイトルが3回繰り返されるが、2回目の「Any Time At All」はレノンにとってキーが高いことから、マッカートニーが歌っている。

## クレジット
※出典
- ジョン・レノン - リード・ボーカル、アコースティック・ギター（リズムギター）
- ポール・マッカートニー - リード・ボーカル、ベース、ピアノ
- ジョージ・ハリスン - 12弦ギター（リードギター）
- リンゴ・スター - ドラム

## カバー・バージョン
- ブルー・アッシュ（英語版） - 1973年に発売されたアルバム『No More No Less』に収録[9]。
- C・B・ビクトリア（英語版） - 1976年に発売されたアルバム『Dawning Day』に収録。
- ニルス・ロフグレン（英語版） - 1981年に発売されたアルバム『Night Fades Away』に収録[10]。
- オーパス（英語版） - 1990年に発売されたアルバム『Magical Touch』に収録[11]。
- ドゥイージル・ザッパ（英語版） - 1991年に発売されたアルバム『Confession』に収録[12]。
- オーケー・ゴー - 2012年に発売されたコンピレーション・アルバム『Twelve Days of OK Go』に収録。
- ヴィッキ・ラブランド - 2012年に発売されたトリビュート・アルバム『Fried Glass Onions, Vol. 4: Memphis Loves the Beatles』に収録[13]。
- キャスパー・ベビーパンツ（英語版） - 2013年に発売されたカバー・アルバム『Baby Beatles!』に収録[14]。
- ブライアン・アダムス - 2014年に発売されたアルバム『Tracks of My Years』に収録。
- アリ・キャンベル（英語版） - 2014年に発売されたアルバム『Silhouette』に収録[15]。
- ビートバグズ（英語版） - 2016年に発売されたサウンドトラック盤『The Beat Bugs：Complete Season 2 [Music From the Netflix Original Series]』に収録[16]。